# Qi Cheng
Qi Cheng (chinois simplifié : 齐乘 ; chinois traditionnel : 齊乘 ; pinyin : Qí Chéng) est un répertoire chinois rédigé par Yu Qin durant la dynastie Yuan. Le terme « Qi » (ou « Trois Qi », 三齐) dans le titre fait référence à une région physiographique qui correspond approximativement à l'actuelle province du Shandong.
Publié en six volumes, ce répertoire recense plusieurs aspects de la province du Shandong, notamment :
- Les subdivisions administratives : Un aperçu des structures administratives en place à cette époque.
- La géographie : Des descriptions des caractéristiques géographiques de la région.
- Les monuments anciens : Un inventaire des sites historiques et des monuments notables de la région.
- Les coutumes locales : Des informations sur les traditions et pratiques culturelles des habitants
- Les personnages célèbres : Une présentation des figures notables de l'histoire et de la culture du Shandong.

Le Qi Sheng est inclus dans le Siku Quanshu, qui est une compilation d'ouvrages classiques chinois. Bien qu'il s'agisse d'un travail non-officiel, il représente la gazette provinciale la plus ancienne connue du Shandong. Il s'agit d'un ouvrage non officiel, mais de la gazette provinciale la plus ancienne connue du Shandong.